# Мироновский институт селекции и семеноводства пшеницы
Мироновский институт селекции и семеноводства пшеницы — научно-исследовательский институт (НИИССП).
Расположен в 110 км южнее Киева. В 1911 г. — Мироновская селекционно-опытная станция. Носила имя Старченко.
В 1924 г. сотрудники станции — селекционеры Е. М. Желткевич, Л. И. Ковалевский и И. М. Еремеев вывели сорт озимой пшеницы «Украинка». Академик ВАСХНИЛ В. Н. Ремесло создал сорта озимой пшеницы — Мироновская 808, Мироновская юбилейная, Ильичёвка, и другие. Сотрудники института вывели сорта проса — Мироновское 85 и 51, суданской травы — Мироновская 10 и 325, кукурузы — Мироновский 25 MB, клевера — Мироновский 45 и другие.
Автор БСЭ В. И. Озирский, описывая состояние дел в институте на 1974 г. утверждал, что «Основной метод селекционной работы — изменение под воздействием внешних условий яровых форм в озимые и озимых в яровые с последующей гибридизацией», применяются также методы полиплоидии, искусственного мутагенеза.
С 1970 г. издается ежегодный «Бюллетень»; в 1972 г. вышла монография «Мироновские пшеницы». Орден Ленина (1967).